# Котопахі (картина)
«Котопахі» — картини американського художника Фредеріка Едвіна Черча, представника школи річки Гудзон, написані в 1855 та 1862 роках. На картинах зображено Котопахі, вулкан, який є другою за висотою вершиною сучасного Еквадору.
У 1855 році Черч написав пейзаж, на якому був зображений вулкан Котопахі удалині. Ця картина експонується в Музеї витончених мистецтв Х'юстона.
Однойменну роботу 1962 року, замовлену відомим меценатом Джеймсом Леноксом, зустріли схвальними відгуками. Пейзаж, в якому бачили боротьбу світла проти темряви, інтерпретували як притчу про Громадянську війну, яка тоді вирувала на Півдні. Вулкан на цій картині викидає дим і попіл на сході сонця. Ця робота зберігається в Детройтському інституті мистецтв.